# Polycarpaea nivea
Polycarpaea nivea es una especie de fanerógama perteneciente a la familia de las cariofiláceas.

## Descripción
Es un subarbusto leñoso y grueso (hasta 3,2 cm) que tiene las hojas densamente pubescentes y de color plateado, diferenciándose porque dichas hojas son lanceoladas u ovadas, muy suculentas y con el ápice obtuso o agudo. 

## Distribución y hábitat
Se encuentra en las dunas y rocas de la costa y también penetra en el interior de Mauritania, Islas Canarias, Cabo Verde y Marruecos.

## Taxonomía
Polycarpaea nivea fue descrita por (Aiton) DC. y publicado en Prodr. 3: 373 1828.
Etimología
Polycarpaea: nombre genérico que procede del griego polys y karpos, y significa "abundante fructificación".

nivea: epíteto que procede del latín que significa blanco como la nieve, aludiendo al color de la planta. 
Sinonimia
- Achyranthes nivea Aiton basónimo
- Polycarpaea microphylla Cav. (1801)
- Illecebrum gnaphalodes Schousb.
- Polycarpaea gnaphalodes (Schousb.) Poir. (1816)
- Polycarpaea candida Webb & Berthel. (1840)
- Polycarpaea candida var. diffusa Pit. (1909)
- Polycarpaea candida var. pygmaea Pit. (1909)
- Polycarpaea candida var. robusta Pit. (1909)
- Polycarpaea robusta (Pit.) G.Kunkel (1976)
- Polycarpaea candida var. webbiana Pit. (1909)
- Polycarpaea lancifolia Christ[2]